# بطولة طوكيو للتنس
بطولة راكوتين يابان المفتوحة (بالإنجليزية: Rakuten Japan Open Tennis Championships)‏ هي بطولة تنس للمحترفين تقام في مدينة طوكيو اليابانية على الأراضي الصلبة, وقد بدأت البطولة في عام 1972 واستمرت حتى الآن , ويذكر أن البطولة هي من ضمن فئة 500 نقطة في رابطة محترفي كرة المضرب.

## وصلات خارجية
- بطولة طوكيو للتنس على موقع رابطة محترفي التنس (الإنجليزية)
- بطولة طوكيو للتنس على موقع رابطة محترفي التنس (الإنجليزية)

1. ↑  楽天が冠スポンサーに＝テニス・ジャパンオープン Jiji Press 2009-05-14 [وصلة مكسورة] نسخة محفوظة 03 مارس 2016 على موقع واي باك مشين. [وصلة مكسورة] نسخة محفوظة 03 مارس 2016 على موقع واي باك مشين.